# Hiéroglyphe égyptien N21

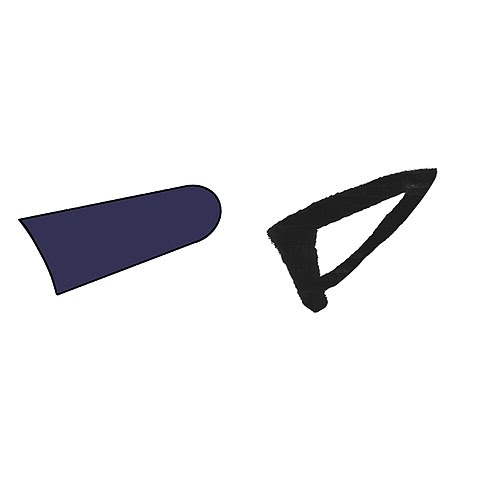
Version hiéroglyphique et hiératique

La langue de terre en hiéroglyphes égyptiens, est classifiée dans la section N « Ciel, terre, eau » de la liste de Gardiner ; cet hiéroglyphe y est noté N21.

## Représentation
Il représente un alluvion, un coin de terre. Il est translittéré jdb.

## Utilisation
C'est un déterminatif du champ lexical du terrain.
| i | d | b | N21 | / | N21 | / | abrév | : | N21 · N23 |

| i | d | b | N21 | / | N21 | / | abrév | : | N21 · N23 |

pays riverain, rivage, bord, limite ».
| N23 |

| N23 |

## Exemples de mots
| w | N21 · Z1 |

| w | N21 · Z1 |

| N21 · N23 | N21 · N23 |

| N21 · N23 | N21 · N23 |

| N17 · N21 · Z1 |

| N17 · N21 · Z1 |